# Giuliano Grizi
Giuliano Grizi (Poggio San Marcello, 8 giugno 1927 – Biella, 27 gennaio 2014) è stato un magistrato italiano.
A lui si devono importanti sentenze che hanno cambiato la storia dell'Italia: quella sulla parità del lavoro tra uomo e donna, quella sull'adulterio  e quella che ha sancito la fine del monopolio della RAI e liberò le TV private .

## Biografia
Nato in un paesino delle Marche, in provincia di Ancona: Poggio San Marcello, i genitori erano comproprietari della fornace laterizi che cedettero poco prima che lui nascesse. Si laurea a Bologna e, dopo un periodo di apprendistato, arriva a Biella dove viene nominato Pretore  dal Consiglio Superiore della Magistratura. È stato sposato con Ida Tassinari con cui ha avuto una figlia: Giulia. Alla sua morte, nel gennaio 2014, ha voluto che il funerale fosse celebrato nel suo paese natale e la sua salma tumulata nel cimitero dello stesso paese, nella cappella di famiglia.

## Sentenze storiche
Il 14 gennaio 1963, si rese famoso in Italia per aver emanato una sentenza destinata a fare epoca e giurisprudenza. Si trattava del dispositivo giuridico che rese effettiva, per la prima volta in Italia, la parità di salario tra uomo e donna fino ad allora ancora divisi da sensibili differenze nella retribuzione. La CGIL di Biella, la prima in Italia (senza l'appoggio delle organizzazioni sindacali a livello nazionale), guidata da Adriano Massazza Gal, promosse una "vertenza pilota" originata dalle rivendicazioni di una tessitrice della ditta Tallia Galoppo di Vigliano Biellese. La causa ebbe esito favorevole in tutti i gradi di giudizio e la conquistata parità fu applicata per tutte le lavoratrici. Nel Biellese, il pregresso degli ultimi cinque anni fu sanato con un provvedimento una tantum e gli imprenditori si impegnarono a regolarizzare la questione nel successivo accordo contrattuale.
Nel 1974 un'altra storica sentenza: pochi anni prima, nel 1971, il regista Giuseppe Sacchi (detto Peppo) aveva iniziato a diffondere, via cavo, una TV privata: Telebiella, che sarà destinata a fare epoca. Infatti segnò la fine del monopolio RAI e l'inizio delle TV private in Italia.
La legge allora vigente era il Codice Postale del 1936 che proibiva l'utilizzo, senza speciale autorizzazione, di cavi per un elenco dettagliato di trasmissioni (telefonia ecc.) La televisione, al momento sconosciuta, non era contemplata.
L'emanazione del D.P.R. 29 marzo 1973, n. 156 che unifica tutti i mezzi di comunicazione a distanza in una sola categoria, rende tuttavia illegali le reti private, comprese quelle che trasmettono via cavo, e il ministro delle Poste Giovanni Gioia dispose, con decreto 9 maggio 1973 («decreto Gioia»), la disattivazione dell'impianto di Sacchi, diffidandolo a procedere entro 10 giorni.
Trattandosi di norma penale, non era ammessa l'analogia e pertanto a parere del pretore di Biella, Giuliano Grizi, la trasmissione televisiva via cavo era lecita e così il pretore interruppe il procedimento nei confronti del Sacchi.
Oltre alla liberalizzazione delle TV private, questa sentenza scatenò anche una grossa polemica all'interno dell'allora governo Andreotti II che, venuto meno l'appoggio esterno del PRI tramite il suo Segretario Ugo La Malfa, costrinse Giulio Andreotti a dimettersi nel giugno 1973.